# S-Bahn van Neurenberg
De S-Bahn van Neurenberg is een netwerk van S-Bahnlijnen in de Duitse stad Neurenberg die stations bedient in de regio van Neurenberg, Fürth en Erlangen. Dit netwerk van in het totaal 272,4 kilometer is opgericht in 1987 en is momenteel in handen van de Verkehrsaktiengesellschaft Nürnberg (VAG). De S-Bahntreinen worden tot december 2018 bediend door de Deutsche Bahn Regio Franken, een dochteronderneming van de Deutsche Bahn regio Bayern. Op 3 februari 2015 werd bekend dat de concessie aan de Britse National Express Rail gegund vanaf december 2018 voor een periode van 12 jaar tot en met 2030. Voor de uitvoering van de treindienst werden op 4 februari 2015 in totaal 38 treinstellen van het type Regiopanter bij Škoda besteld. Na lange juridische procedures en na de intrekking van de concessie aan National Express, kreeg DB Regio het contract voor de voortzetting van de exploitatie van de S-Bahn in Neurenberg.

## Huidige lijnen
| Serie | Treinsoort                           | Route                                                                                       | Bijzonderheden |
| ----- | ------------------------------------ | ------------------------------------------------------------------------------------------- | -------------- |
|       | S-Bahn Neurenberg (DB Regio Franken) | Bamberg – Forchheim – Erlangen – Fürth Hbf – Nürnberg Hbf – Lauf – Hersbruck – Hartmannshof |                |
|       | S-Bahn Neurenberg (DB Regio Franken) | Roth – Schwabach – Nürnberg Hbf – Feucht – Altdorf                                          |                |
|       | S-Bahn Neurenberg (DB Regio Franken) | Nürnberg Hbf – Feucht – Neumarkt (Oberpfalz)                                                |                |
|       | S-Bahn Neurenberg (DB Regio Franken) | Nürnberg Hbf – Ansbach – Dombühl                                                            |                |
|       | S-Bahn Neurenberg (DB Regio Franken) | Nürnberg Hbf – Allersberg (Rothsee)                                                         |                |
|       | S-Bahn Neurenberg (DB Regio Franken) | Nürnberg Hbf – Fürth Hbf – Neustadt an der Aisch                                            |                |

## Rollend materieel

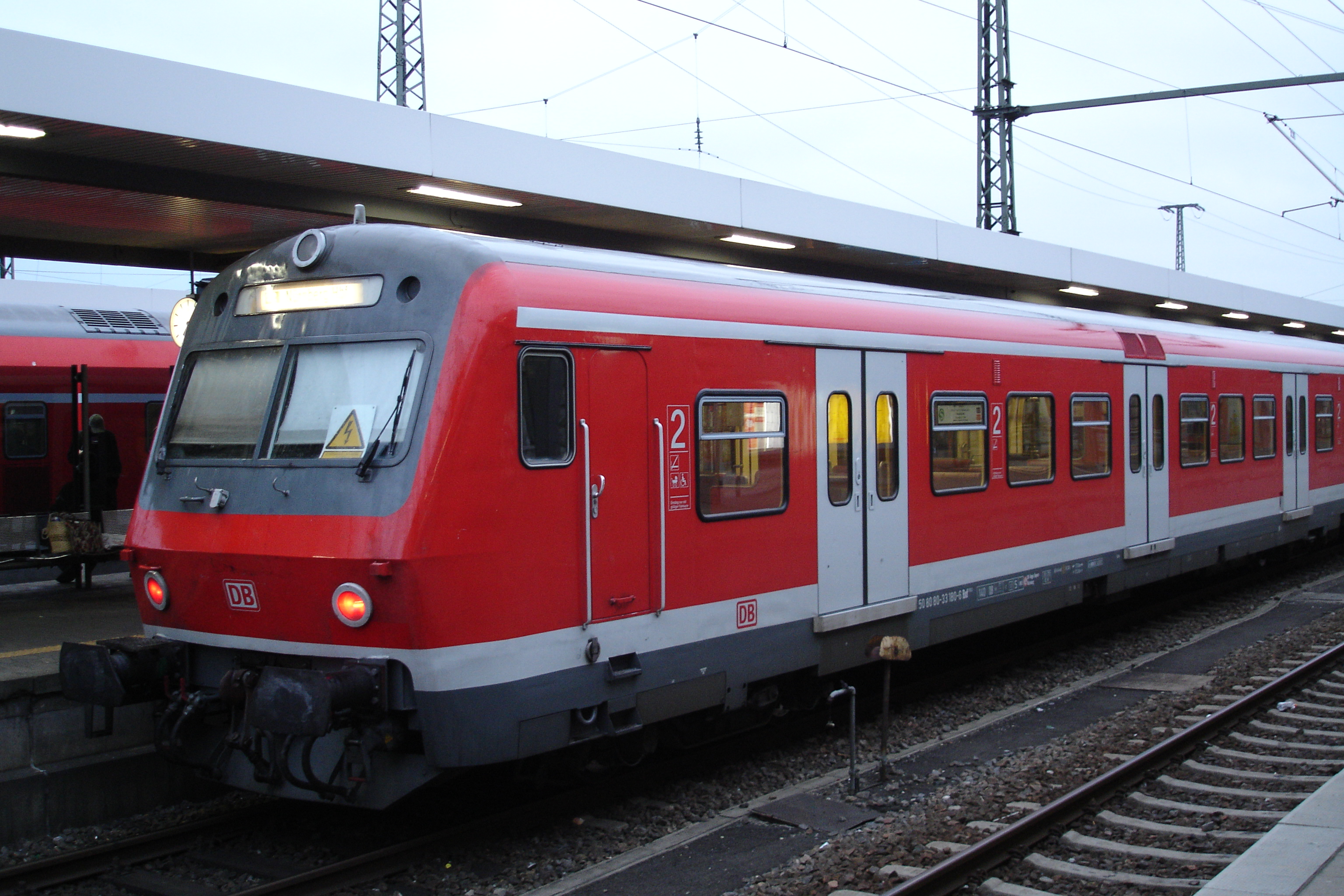
X-Wagon op het station Hauptbahnhof.
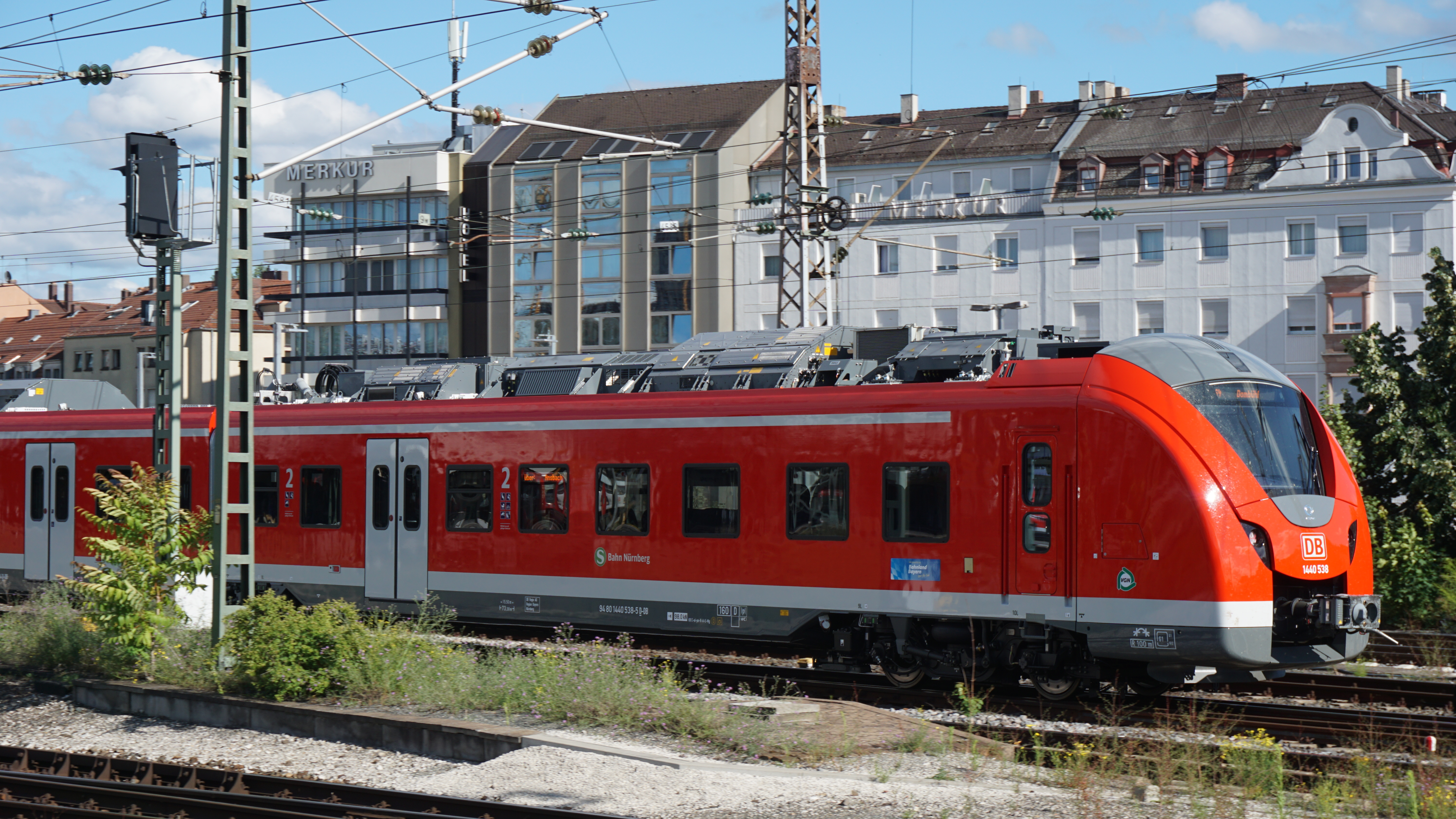
Coradia Continental-trein van Alstom.
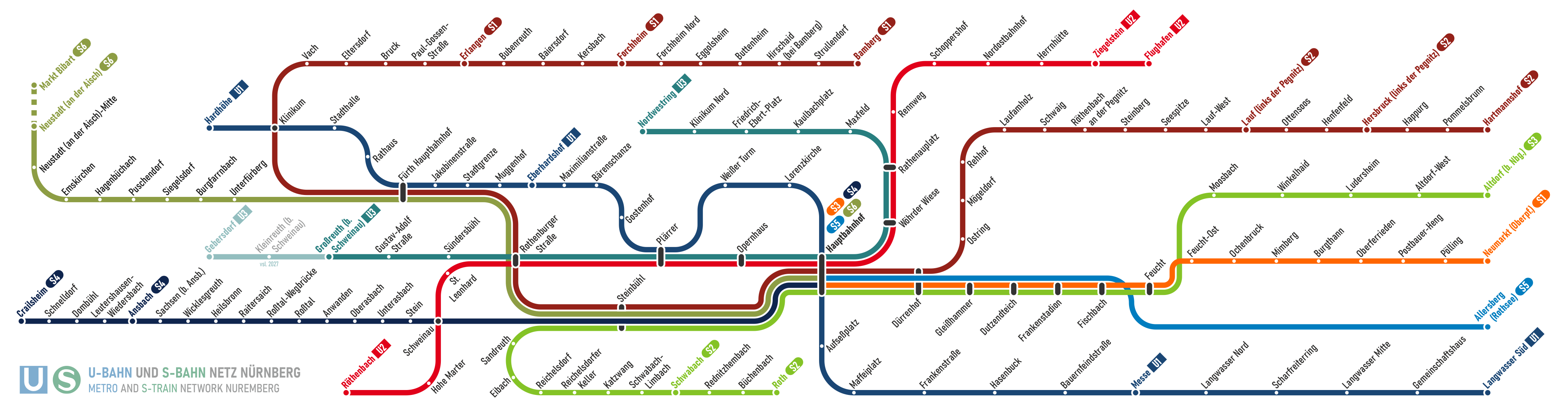
U- en S-Bahn netwerk in en om Neurenberg.
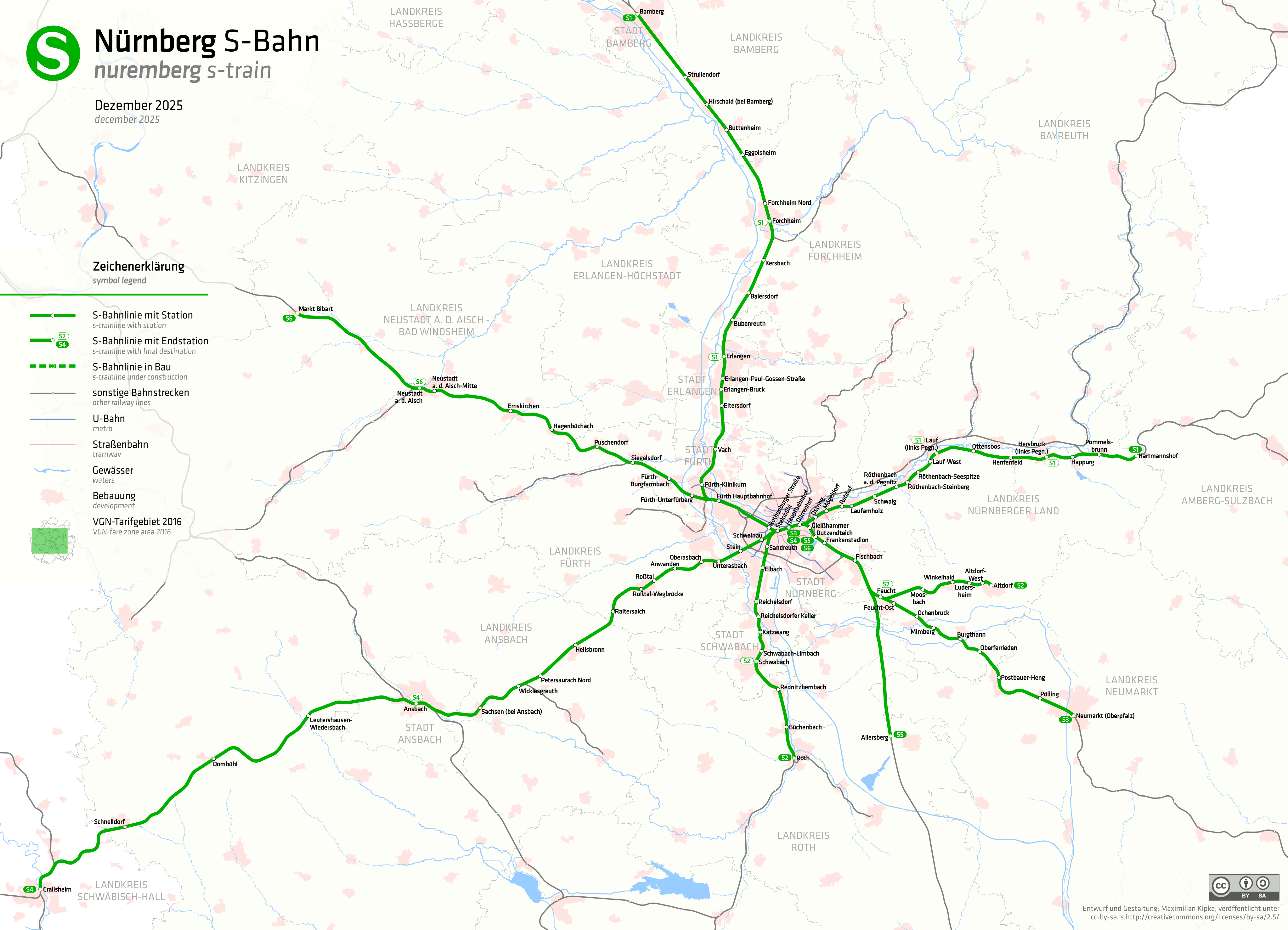
S-Bahn netwerk in en om Neurenberg.